# Angie Orjuela
Angie Rocío Orjuela Soche (née le 9 mai 1989 à Bogota) est une athlète colombienne, spécialiste du marathon.

## Carrière
Elle prend part au marathon des Jeux olympiques de 2016. 
Elle termine 3e lors des Jeux d'Amérique centrale et des Caraïbes de 2018.

## Palmarès
| Date | Compétition                              | Lieu           | Résultat | Épreuve       | Temps             |
| ---- | ---------------------------------------- | -------------- | -------- | ------------- | ----------------- |
| 2015 | Championnats d'Amérique du Sud           | Lima           | 6e       | 10 000 m      | 33 min 30 s 13    |
| 2016 | Championnats du monde de semi-marathon   | Cardiff        | 30e      | Semi-marathon | 1 h 13 min 16 s   |
| 2016 | Jeux olympiques                          | Rio de Janeiro | 43e      | Marathon      | 2 h 37 min 05 s   |
| 2017 | Jeux Bolivariens                         | Santa Marta    | 2e       | Semi-marathon | 1 h 15 min 09 s   |
| 2018 | Championnats du monde de semi-marathon   | Valence        | 52e      | Semi-marathon | 1 h 13 min 55 s   |
| 2018 | Jeux d'Amérique centrale et des Caraïbes | Barranquilla   | 3e       | Marathon      | 2 h min 59 s 49 s |
| 2019 | Jeux panaméricains                       | Lima           | 3e       | Marathon      | 2 h 32 min 27 s   |
| 2020 | Championnats du monde de semi-marathon   | Gdynia         | 48e      | Semi-marathon | 1 h 12 min 07 s   |
| 2021 | Jeux olympiques                          | Tokyo          | 55e      | Marathon      | 2 h 40 min 04 s   |
| 2023 | Jeux d'Amérique centrale et des Caraïbes | San Salvador   | 3e       | Semi-marathon | 1 h min 15 s 19 s |